# Uncle Samsik
Production
Diffusion
Uncle Samsik (hangeul : 삼식이 삼촌 ; hanja : 三食이 三寸 ; RR : Samsigi samchon ; MR : Samshigi samch'on ; litt. « Oncle Samsik ») est une série télévisée sud-coréenne de 16 épisodes en 45 minutes, créée par Shin Yeon-shick et diffusée entre le 15 mai et le 19 juin 2024 sur la plateforme Disney+,.
Il s'agit de la première série télévisée de Song Kang-ho après 32 ans de carrière.

## Synopsis
Au début des années 1960, Park Doo-chil, alias « oncle Samsik », qui mangeait « trois repas par jour durant la guerre de Corée », et Kim San, l'élite de l'Académie militaire de Corée, écrivent une histoire d'amour, de foi et de doute,.

## Distribution

### Acteurs principaux
- Song Kang-ho : Park Doo-chil / oncle Samsik
- Byun Yo-han (en) : Kim San
- Lee Kyu-hyung (en) : Kang Seong-min
- Jin Ki-joo : Joo Yeo-jin
- Seo Hyun-woo (en) : Jung Han-min

### Acteurs secondaires
- Oh Seung-hoon : Ahn Ki-chul
- Joo Jin-mo (en) : Ahn Yo-shop
- Tiffany Young : Rachel Jeong

### Acteurs récurrents
- Kim Min-ja (en) : Yoo Yeon-cheol
- Kim Yool-ho (en) : Baek Hyun-seok
- Oh Kwang-rok (en) : Joo In-tae
- Ryu Tae-ho (ko) : Choi Han-rim
- Choi Hong-il (ko) : le professeur Hwang
- Ryu Sung-hyun (ko) : Hong Young-ki
- Noh Jae-won : Han-soo
- Koo Seong-hwan : Gu Hae-jun
- Moon Jong-won : Yoon Pal-bong
- Jasper Cho (en) : Michael Jeong
- Park Hyuk-kwon (en) : Choi Min-gyu
- Ryu Joo-han (ko) : Ahn Min-chul
- Ji Hyun-joon : Cha Tae-min
- Do Jeong-hwan : Lee Soo-il
- Choo Sang-rok : Park Ji-wook
- Kim Jong-goo : Seon Woo-seok
- Lee Hyun-kyun (ko) : Oh In-woo
- Lee Ho-seok : Lee Ho-seok

### Apparition exceptionelle
- Yoo Jae-myung : Jang Doo-sik

## Production

### Évènements marquant dans la série

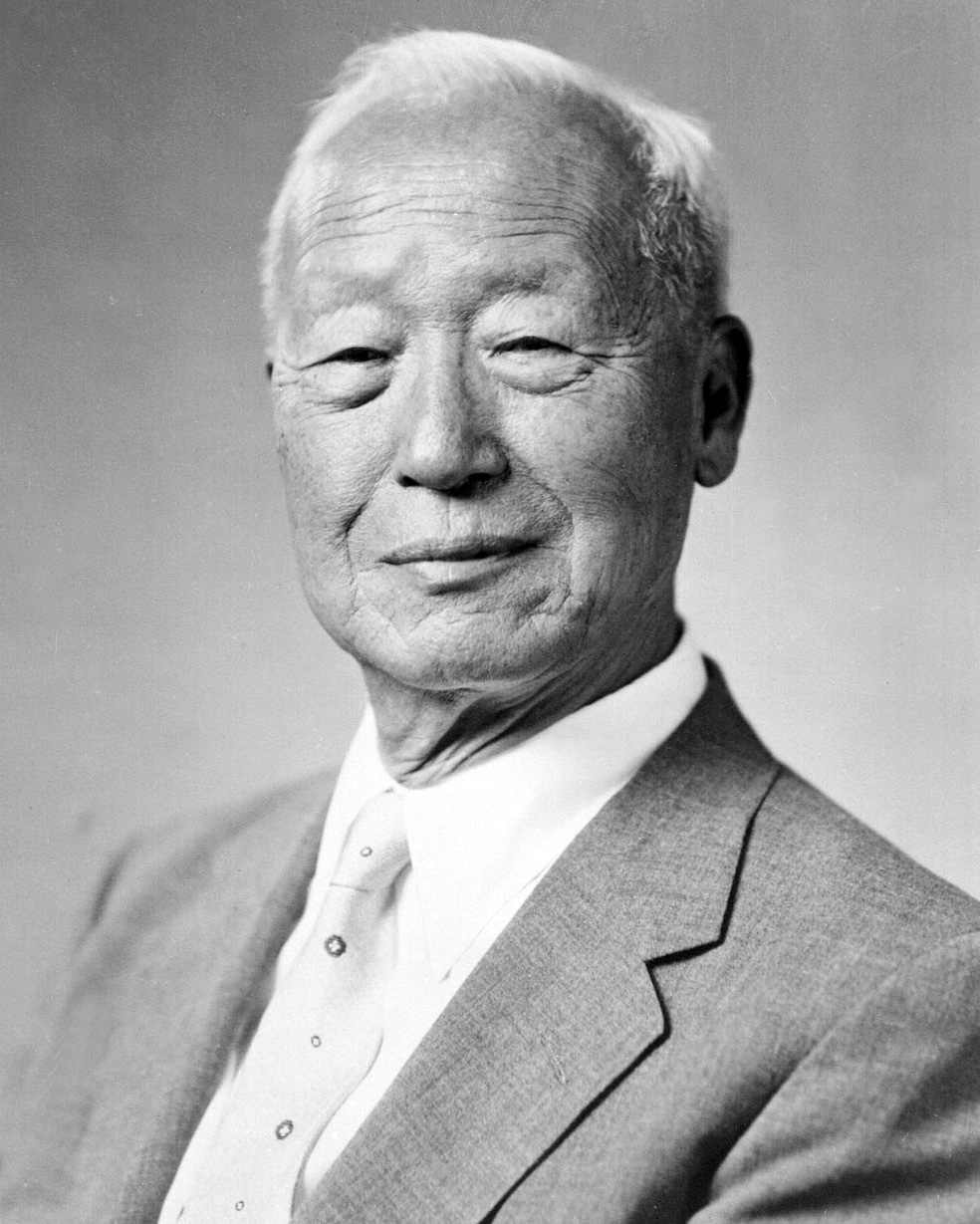
Syngman Rhee en 1948.

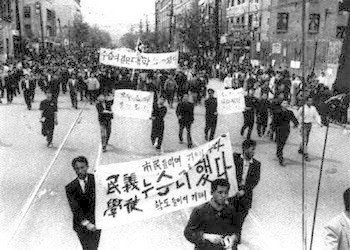
Les protestataires de la révolution d'avril.

L'élection présidentielle sud-coréenne de mars 1960, autrement dit la « Fraude électorale du 15 mars », a vu la réélection du président Syngman Rhee (1875-1965) qui était au pouvoir depuis la création de la Première République de la Corée du Sud en août 1948. Les élections ont été fortement truquées en faveur de ce dernier, et des allégations généralisées de corruption et des résultats truqués ont déclenché une vague de protestations qui s'est intensifiée en révolution d'avril. Celle-ci est un soulèvement animé par des étudiants et des citoyens ordinaires qui ont exigé des réformes démocratiques et la démission de Syngman Rhee. L'intensité des mouvements de contestation a finalement forcé Syngman Rhee à démissionner le 26 avril 1960, mettant fin à sa Règne ayant duré 12 ans et débutant la transition vers la Deuxième République.

### Développement
Révélée en août 2022, la série télévisée Uncle Samsik de 10 épisodes est écrite et réalisée par Shin Yeon-shick, et produite par la société Slingshot Studio. Son budget est annoncé environ 40 millards ₩ au total. Elle est co-produite par Arc Media et People Story Company.
En novembre 2023, la série est en pleine discussion pour la diffusion sur la plateforme Disney+ dans ce second semestre.
Le 1er avril 2024, la série compte désormais 16 épisodes,.

### Attribution des rôles
|  |

Fin août 2022, après 32 ans de carrière, l'acteur Song Kang-ho confirme son engagement dans sa toute première série télévisée. Mi-octobre, ce dernier est annoncé dans le rôle-titre, aux côtés de Byun Yo-han, Lee Kyu-hyung et Seo Hyun-woo, confirmés pour interpréter les rôles principaux : Byun Yo-han incarne Kim San, un élite de l'Académie militaire de Corée qui rentrera dans une relation passionnée avec oncle Samsik, Lee Kyu-hyung dans le rôle de Kang Seong-min, un candidat qui manipule l'oncle Samsik, et Seo Hyun-woo dans celui de Jeong Han-min, un soldat de l'Académie militaire.
Début février 2023, Jin Ki-joo est confirmée pour le rôle de Joo Yeo-jin.

### Tournage
Le tournage débute le 7 mai 2023 à Dangjin (Chungcheong du Sud). Il a également lieu dans la province de Jeolla du Sud pour la mine Okmea à Haenam, l'ancienne université de Jeil (ko) à Suncheon et la ferme de sel Taepyeong (ko) à Sinan.

### Musique
La musique de la série télévisée est composée par Lee Eun-joo. La bande originale est sortie le 30 juin 2024.
Liste de pistes
1. Uncle Samsik Main Title From Scheherazade, Op. 35
2. San
3. Yeojin From Scheherazade, Op. 35
4. San with Samsik
5. Kang Seong Min
6. Tailing
7. Turning From Scheherazade, Op. 35
8. Era
9. Step
10. Samsik From Chanson Triste Op. 40, No. 2

### Fiche technique
- Titre original : 삼식이 삼촌
- Titre international : Uncle Samsik
- Création, réalisation et scénario : Shin Yeon-shick
- Musique : Lee Eun-joo[1]
- Photographie : Jung Sung-min[1] et Kim Tae-kyung[1]
- Montage : Kim Jung-hoon[1]
- Production : Ahn Chang-ho[1] et Kang Bo-young[1]
  - Production exécutive : Jung Yeon-ji[1] et Kim Min[1]
- Sociétés de production : Slingshot Studio[6], en coproduction avec Arc Media et People Story Company[9]
- Société de distribution : Disney+
- Budget : 40 millards ₩[3]
- Pays de production :  Corée du Sud
- Langue originale : coréen
- Format : couleur
- Genre : drame, historique, politique
- Nombre de saisons : 1
- Nombre d'épisodes : 16
- Durée : 42-45 minutes
- Date de première diffusion : 15 mai 2024 sur Disney+

## Épisodes
1. Trois repas par jour (하루 세 끼)
2. Un rêve commun (같은 꿈)
3. Conquête (포섭)
4. Le Grand Plan (원대한 계획)
5. Une hypocrisie déguisée en rêve (꿈으로 포장한 위선)
6. Ne jamais dire jamais (Never Say Never)
7. Le Père contre l'oncle (아버지 vs 삼촌)
8. L'Appât (미끼)
9. Le Défunt (죽은 사람)
10. Doutes (의심)
11. Les Deux Vérités (두 개의 진실)
12. Le Fourneau qui chauffe (용광로)
13. De sang froid (무서운 놈)
14. Kang Seongmin (우리 강성민)
15. Gâteau de riz (시루떡)
16. Rotation et Révolution (자전과 공전)

## Accueil
Initialement prévue de diffuser dans le second semestre 2023, Disney+ révèle, en avril 2024, la date de diffusion de la série, le 15 mai prochain avec 16 épisodes, et sa bande-annonce,.